# Pyrazolidin
Pyrazolidin je dusíkatá heterocyklická sloučenina. Za standardních podmínek se jedná o stabilní hydroskopickou kapalinu. Jeho deriváty se využívají jako antiflogistika (protizánětlivá léčiva).

## Příprava
Pyrazolidin může být připraven cyklizací 1,3-dichlorpropanu nebo 1,3-dibrompropanu s hydrazinem:
{\displaystyle \mathrm {Cl{-}(CH_{2})_{3}{-}Cl\ +\ N_{2}H_{4}\ \xrightarrow {\Delta T} \ C_{3}H_{8}N_{2}\ +\ 2HCl} }
{\displaystyle \mathrm {Br{-}(CH_{2})_{3}{-}Br\ +\ N_{2}H_{4}\ {\xrightarrow {\Delta T}}\ C_{3}H_{8}N_{2}\ +\ 2HBr} }